# Uomo nuovo
L'Uomo nuovo è un concetto nato dopo la prima guerra mondiale sull'onda delle filosofie interventiste e dei movimenti futuristi sorti durante quel conflitto, soprattutto in merito ad un desiderio di rinnovamento rispetto a quei costumi ottocenteschi che caratterizzavano le classi sociali più agiate, come la borghesia, la nobiltà, il clero e l'aristocrazia. Successivamente, vennero incluse tra le classi sociali "corrotte", anche buona parte dei ceti medi, e più in generale coloro che imitavano modelli di vita francesi, inglesi e soprattutto statunitensi, che si vestivano secondo la moda inglese e consumavano prodotti stranieri in un atteggiamento esterofilo e cosmopolita.
Tutte caratteristiche che facevano quello che Benito Mussolini definiva l'uomo panciafichista, paragonandolo  all'uomo economico delle teorie liberali.
Il concetto di uomo nuovo nasce quindi in contrapposizione a quella di uomo economico e panciafichista.
Esso fu preso a modello soprattutto dal fascismo e sviluppato da Achille Starace. Si rifiutarono simbolicamente costumi considerati antiquati tipo il cappello a cilindro, la marsina, il bavero, le ghette, il bastone, le pantofole, la stretta di mano, e il dare del "lei".
Nel contesto fu creata la scuola di mistica fascista ed indetto il sabato fascista.
Vede in Ernst Jünger uno dei suoi principali referenti culturali. Va citata in questo contesto l'opera dell'italiano Antonio Beltramelli intitolata appunto L'uomo nuovo (1923).
Durante l'epoca fascista e nazista, questi ideali si diffusero in parte a causa di una errata interpretazione del concetto di oltreuomo, introdotto dal filosofo tedesco Friedrich Nietzsche.